# Kolomann (Fridolfing)
Kolomann ist ein Gemeindeteil der Gemeinde Fridolfing im oberbayerischen Landkreis Traunstein. Der Weiler liegt circa drei Kilometer südlich von Fridolfing an der Kreisstraße TS 25.

## Baudenkmäler
- Katholische Kapelle St. Koloman